# Rebecca Harms
Rebecca Harms (Hambrock, Uelzen, Alemanya, 7 de desembre de 1956) és una política alemanya, diputada europea des de 2004. És membre de l'Aliança 90/Els Verds, que forma part del Partit Verd Europeu. Des de 2010 ha estat presidenta del grup Els Verds/Aliança Lliure Europea al Parlament Europeu. 

## Biografia
Harms va néixer en una família tradicional de classe treballadora i va créixer a Hambrock, un poble proper a Uelzen a Baixa Saxònia. Va acabar l'escola el 1975 i va començar la seva carrera amb un aprenentatge en vivers de plantes i paisatgisme. Durant els seus anys d'aprenentatge, es va traslladar amb amics de propòsits similars a una granja abandonada al districte proper de Lüchow-Dannenberg i es va unir a una cooperativa de agricultors orgànics locals.

## Carrera política
Durant els anys següents, Harms es va convertir en un actiu en el moviment antinuclear i va començar a estudiar a la universitat. L'any 1984 va començar a treballar com a assessora d'Undine-Uta Bloch von Blottnitz, després que aquesta fos elegida al Parlament Europeu. Ella va tornar a casa seva l'any 1988 per treballar com a directora de producció de la Cooperativa de Pel·lícules de Wendland, produint, entre altres pel·lícules, documentals sobre el moviment de protesta de Gorleben.
El 2004, Harms va esdevenir la cap de llista de Aliança 90/Els Verds a les eleccions al Parlament Europeu i el 2009 va ser elegida novament per al parlament. Abans de les eleccions de 2014, va perdre davant de la seva compatriota alemanya Ska Keller, en la lluita per liderar la campanya dels Verds europeus al costat de José Bové; no obstant això, finalment va liderar el Partit Verd alemany en la campanya electoral.
En el seu primer mandat al Parlament, Harms era membre de la Comissió d'Indústria, Investigació i Energia. Entre el 2007 i el 2009, va ser vicepresidenta de la Comissió Temporal sobre Canvi Climàtic; va formar part de les delegacions del Parlament Europeu a la Conferència de les Nacions Unides sobre el Canvi Climàtic de 2007 a Bali i la Conferència de les Nacions Unides sobre el Canvi Climàtic de 2008 a Poznań.
Harms va liderar l'Aliança Lliure dels Verds-Europea al Parlament Europeu a partir de 2009, al principi al costat de Daniel Cohn-Bendit (2009-14) i més tard Philippe Lamberts (2014-2016). A més, ha estat membre de la Comissió d'Investigació sobre Mesures d'Emissió en el sector de l'automoció (que tracta l'escàndol de les emissions de Volkswagen) des del 2016.
Harms va ser un delegat del Partit Verd a la Convenció Federal amb la finalitat d'elegir el president d'Alemanya en els anys 2004 i 2012.
A l'octubre de 2016, Harms va anunciar que dimitiría de la seva posició com a copresidenta de l'Aliança Lliure Europea-Verda